# El Pao
El Pao – miasto w Wenezueli, w stanie Cojedes.